# 시티오브런던 법인

시티오브런던 법인(City of London Corporation), 공식명칭 런던 시의 시장과 공동체와 시민(Mayor and Commonalty and Citizens of the City of London)은 런던의 역사적 중심지이자 영국의 금융 중심지 시티오브런던(런던 시)를 관할하는 지방자치체이다.

## 같이 보기
- 시티오브런던